# Episodi di Crown Court (dodicesima stagione)
La dodicesima stagione della serie televisiva Crown Court è stata trasmessa in anteprima nel Regno Unito dalla Independent Television tra il 4 gennaio 1983 e il 5 aprile 1983.
| nº | Titolo originale                      | Titolo italiano | Prima TV UK      | Prima TV Italia |
| -- | ------------------------------------- | --------------- | ---------------- | --------------- |
| 1  | Brainwashed (Part 1)                  |                 | 4 gennaio 1983   |                 |
| 2  | Brainwashed (Part 2)                  |                 | 5 gennaio 1983   |                 |
| 3  | Brainwashed (Part 3)                  |                 | 6 gennaio 1983   |                 |
| 4  | Seconds Away (Part 1)                 |                 | 11 gennaio 1983  |                 |
| 5  | Seconds Away (Part 2)                 |                 | 12 gennaio 1983  |                 |
| 6  | Seconds Away (Part 3)                 |                 | 13 gennaio 1983  |                 |
| 7  | None of Your Business (Part 1)        |                 | 18 gennaio 1983  |                 |
| 8  | None of Your Business (Part 2)        |                 | 19 gennaio 1983  |                 |
| 9  | None of Your Business (Part 3)        |                 | 20 gennaio 1983  |                 |
| 10 | Night Fever (Part 1)                  |                 | 25 gennaio 1983  |                 |
| 11 | Night Fever (Part 2)                  |                 | 26 gennaio 1983  |                 |
| 12 | Night Fever (Part 3)                  |                 | 27 gennaio 1983  |                 |
| 13 | A Black and White Case (Part 1)       |                 | 1º febbraio 1983 |                 |
| 14 | A Black and White Case (Part 2)       |                 | 2 febbraio 1983  |                 |
| 15 | A Black and White Case (Part 3)       |                 | 3 febbraio 1983  |                 |
| 16 | Personal Credit (Part 1)              |                 | 8 febbraio 1983  |                 |
| 17 | Personal Credit (Part 2)              |                 | 9 febbraio 1983  |                 |
| 18 | Personal Credit (Part 3)              |                 | 10 febbraio 1983 |                 |
| 19 | Fighting Fire with Fire (Part 1)      |                 | 15 febbraio 1983 |                 |
| 20 | Fighting Fire with Fire (Part 2)      |                 | 16 febbraio 1983 |                 |
| 21 | Fighting Fire with Fire (Part 3)      |                 | 17 febbraio 1983 |                 |
| 22 | A Proper Man (Part 1)                 |                 | 22 febbraio 1983 |                 |
| 23 | A Proper Man (Part 2)                 |                 | 23 febbraio 1983 |                 |
| 24 | A Proper Man (Part 3)                 |                 | 24 febbraio 1983 |                 |
| 25 | Told in Silence (Part 1)              |                 | 8 marzo 1983     |                 |
| 28 | Mother's Boy (Part 1)                 |                 | 15 marzo 1983    |                 |
| 31 | Living in Sin? (Part 1)               |                 | 22 marzo 1983    |                 |
| 34 | A Matter of Trust (Part 1)            |                 | 29 marzo 1983    |                 |
| 37 | A Sword in the Hand of David (Part 1) |                 | 5 aprile 1983    |                 |